# História das mentalidades
A história das mentalidades é uma modalidade historiográfica que privilegia os modos de pensar e de sentir dos indivíduos de uma mesma época. 

## Perspectivas
Segundo Michel Vovelle, é o estudo das mediações e da relação dialética entre, de um lado, as condições objetivas da vida dos homens e, de outro, a maneira como eles a narram e mesmo como a vivem, ou, segundo Robert Mandrou, uma história centrada nas visões de mundo, ou ainda, segundo Roger Chartier, uma história do sistema de crenças, de valores e de representações próprios a uma época ou grupo. Segundo Duby, a designação ajustava-se à necessidade de explicar o que de mais fundo persiste e dá sentido à vida material das sociedades, ou seja, as ideias que os indivíduos formam das suas condições de existência que comandam de forma imperativa a organização e o destino dos grupos humanos. Haveria uma "mentalidade coletiva"? Lucien Febvre se perguntava se existiriam modos de sentir e de pensar que fossem comuns a Cristovão Colombo e ao mais humilde marinheiro de suas caravelas. Esta pergunta foi retomada a partir dos anos 1960, e começa a se formar mais claramente como uma nova orientação da pesquisa histórica a partir de autores como Philippe Ariès, Robert Mandrou e Michel Vovelle.
Deve-se ainda ter em vista que a história das mentalidades associou-se também ao conceito de "longa duração" ou "tempo longo", característico da escola dos Annales. Tal como o compreendia Fernand Braudel, as mentalidades constituiriam um padrão de pensamento ou de sensibilidade que mudaria muito lentamente, vindo a formar uma estrutura de longa duração. Objetos típicos da história das mentalidades seriam as sensibilidades do Homem diante da morte (Philippe Ariès, Michel Vovelle), a história dos grandes medos dos seres humanos nos diversos períodos (Jean Delumeau), da feitiçaria (Robert Mandrou) e tantas outras que, à época em que começa a aflorar a História das mentalidades, pareciam constituir temáticas exóticas para os historiadores que se dedicavam a temas historiográficos mais tradicionais.
Alguns autores postulam que a história das mentalidades apresentou como principais precursores dois grandes historiadores ligados à escola dos Annales: Marc Bloch, que publicou em 1922 Os Reis Taumaturgos, uma obra comparativa que examinava a relação entre a crença no poder curativo dos reis e a autoridade das grandes dinastias francesas e inglesas, e Lucien Febvre, que publicou O Problema do Ateísmo no Século XVI: a religião de Rabelais, obra na qual já defendia a tese da História como estudo interdisciplinar. A partir de meados da década de 1980, na França, muitas das temáticas antes abordadas pela história das mentalidades começaram a ser abordadas pela história cultural.